# Xiaomi Mi 10
Xiaomi Mi 10 та Xiaomi Mi 10 Pro — смартфони від компанії Xiaomi, що відносяться до флагманської серії Mi. Були представлені 13 лютого 2020 року в Китаї на онлайн-презентації Xiaomi. Причиною проведення презентації в онлайн форматі був спалах коронавірусу COVID-19 в Китаї.
Особливістю цих смартфонів стало те, що на них Xiaomi нічого не зекономили і поставили найбільш просунуті технології, тому смартфони стали конкурувати з A-брендами, але через це ціна смартфонів сильно зросла у порівнянні з попередником Xiaomi Mi 9. Смартфони отримали підтримку 5G.

## Дизайн
Задня панель та екран виконані зі скла Corning Gorilla Glass 5, а рамка — з алюмінію. Mi 10 отримав глянцеве скло на задній панелі, а Mi 10 Pro — матове.
Ззаду смартфони схожі на Xiaomi Mi Note 10.
Знизу знаходяться роз'єм USB-C, динамік, мікрофон та слот під 2 SIM-картки, а зверху — другий динамік, другий мікрофон та ІЧ-порт. З правого боку розміщені гойдалка регулювання гучності та кнопка блокування.
На глобальному ринку Mi 10 продавався в кольорах Twilight Grey (сірий) та Coral Green (бірюзовий). Також в Китаї смартфон продавався в кольорі Peach Gold (рожевий).
Mi 10 Pro продавався в кольорах Solstice Grey (сірий) та Alpin White (білий).

## Технічні характеристики

### Платформа
Смартфони отримали процесор Qualcomm Snapdragon 865 з графічним процесором Adreno 650.

### Батарея
Mi 10 отримав батарею об'ємом 4780 мА·год та підтримку швидкої зарядки на 30 Вт, а Mi 10 Pro — 4500 мА·год та 50 Вт відповідно. Також обидві моделі отримали швидку 30-ватну бездротову зарядку та зворотну бездротову зарядку потужністю 5 Вт.

### Камера
Mi 10 отримав основну квадрокамеру 108 Мп, f/1.8 (ширококутний) з фазовим автофокусом і оптичною стабілізацією зображення + 13 Мп, f/2.4 (надширококутний) + 2 Мп, f/2.4 (макро) + 2 Мп, f/2.4 (сенсор глибини).
Mi 10 Pro отримав основну квадрокамеру 108 Мп, f/1.8 (ширококутний) з лазерним автофокусом і оптичною стабілізацією + 8 Мп, f/2.0 (телеоб'єктив) з лазерним автофокусом, 3.7x оптичним і 5x гібридним зумом + 12 Мп, f/2.0 (телеоб'єктив) з 2x оптичним зумом + 20 Мп, f/2.2 (надширококутний).
Основна камера обох моделей вмій записувати відео у роздільній здатності 8K@30fps. Також смартфони отримали ширококутну фронтальну камеру з роздільністю 20 Мп, діафрагмою f/2.0 та можливістю запису відео в роздільній здатності 1080p@30fps.

### Екран
Екран Super AMOLED, 6,67", Full HD+ (2340 × 1080) зі щільністю пікселів 386 ppi, співвідношенням сторін 19,5:9, частотою оновлення 90 Гц та круглим вирізом під передню камеру, що розташований зверху в лівому кутку. Також під екран вбудовано оптичний сканер відбитків пальців.

### Звук
Смартфони отримали стереодинаміки, особливістю яких стало їх нетипове розміщення. На відміну від більшості смартфонів зі стереозвуком, у яких в роль другого динаміка виконує розмовний, в Mi 10 та Mi 10 Pro встановлений окремий другий динамік на верхньому торці.

### Пам'ять
Mi 10 продавався в конфігураціях 8/128, 8/256 та 12/256 ГБ, а Mi 10 Pro — 8/256, 12/256 та 12/512 ГБ.

### Програмне забезпечення
Mi 10 та Mi 10 Pro були випущені на MIUI 11 на базі Android 10. Mi 10 та Mi 10 Pro стали найстарішими моделями, що отримали оновлення до HyperOS 1, яка працює на базі Android 13.

## Xiaomi Mi 10S

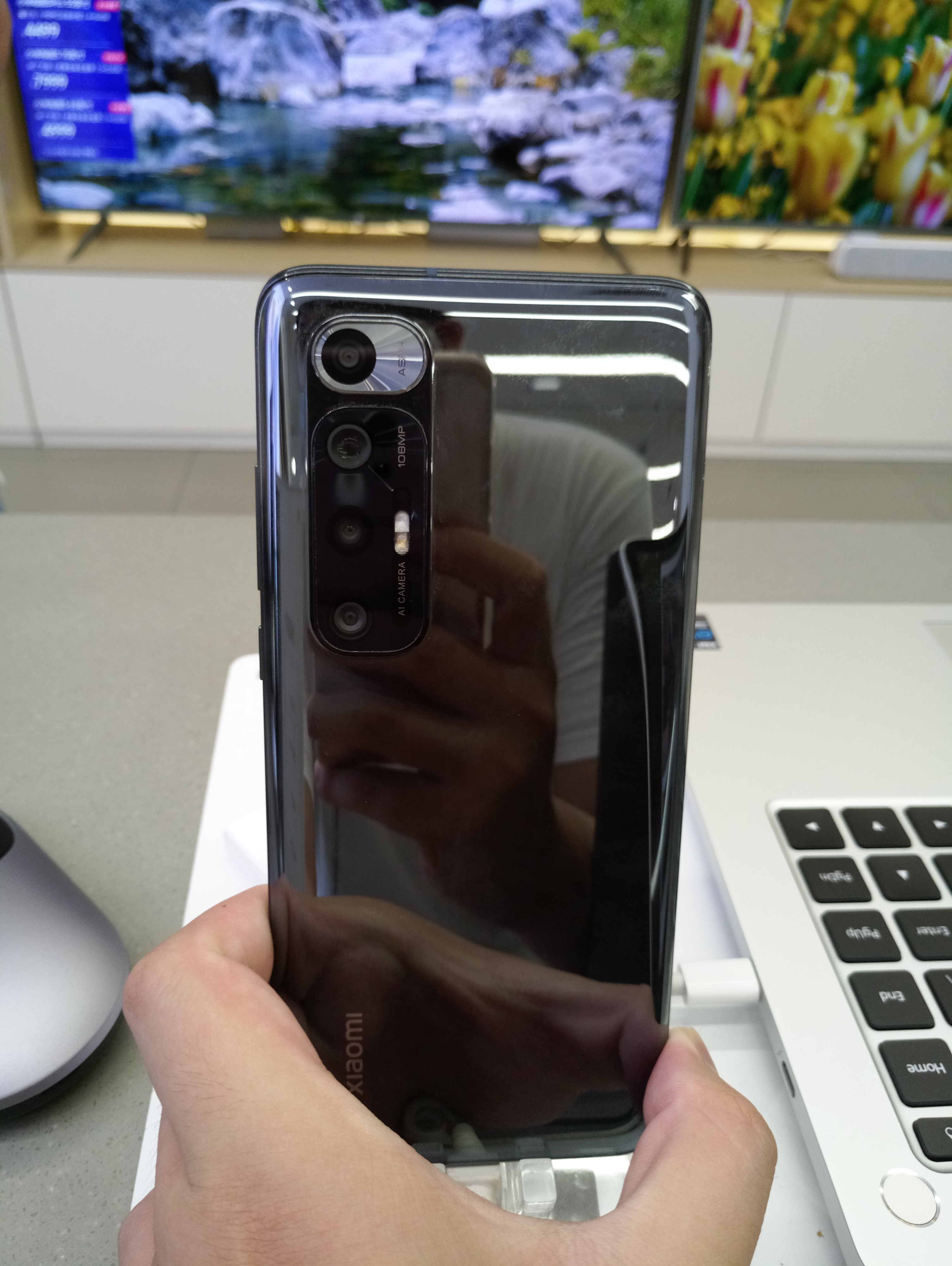
Задня панель Xiaomi Mi 10S

Xiaomi Mi 10S ― покращена версія Xiaomi Mi 10, головною відмінністю якої став процесор Qualcomm Snapdragon 870. Також в смартфоні були покращені стереодинаміки, завдяки співпраці з Harman Kardon. Ззаду смартфон схожий на Xiaomi Mi 10 Ultra і продавався у 3 кольорах: Titanium Black (чорний), Ice Blue (блакитний) та Pearl White (білий). Був представлений 10 березня 2021 року.

## Рецензії

### Mi 10
Оглядач з інтернет порталу ITC.ua поставив Xiaomi Mi 10 4,5 бали з 5. До мінусів він відніс відсутність захисту від вологи та пилюки і цінник, що помітно виріс. До плюсів оглядач відніс дизайн, якість збірки, дисплей з зігнутими краями, продуктивність, сканер вібитку пальців, камери, швидкість зарядки, бездротову зворотну зарядку та автономність. У висновку він сказав, що смартфон отримав багато чого нового в порівнянні з попередником. Але крім цього його ціна сильно збільшилась.

### Mi 10 Pro
Оглядач з інтернет порталу ITC.ua поставив Xiaomi Mi 10 4,5 бали з 5. До мінусів він відніс надто велику різницю в ціні в порівнянні з Mi 10 при невеликих відмінностях та тротлинг при навантаженні. До плюсів оглядач відніс дизайн, дисплей, стереодинаміки, продуктивність, камери та автономність. У висновку він сказав, що смартфон є трішки покращеною версією Mi 10, з більш просунутою камерою та більшою швидкістю звичайної та бездротової зарядки, але при цьому ціна має велику різницю.
Оглядач з Root Nation похвалив смартфон за екран, що отримав частоту 90 Гц, хороші стереодинаміки та приємну вібрацію, хорошу продуктивність, велику кількість пам'яті, хорошу якість камер, автономність та швидкість зарядки. До мінусів він відніс відсутність 3.5 мм роз'єму, слоту під карту пам'яті, та захисту від вологи, погана якість при зумі понад 5x та слабку фронтальну камеру.